# Sintón
Un sintón es un concepto fundamental del análisis retrosintético en química orgánica. Se define como una unidad estructural, sin ser una molécula pero que está íntimamente relacionada con una reacción sintética. Elias James Corey en 1967 propuso que la palabra sintón fuese usada para denominar un bloque de construcción en síntesis de una manera más sencilla que nombrarles "estructuras de fragmentación retrosintética".

## Ejemplo
Al llevar a cabo la síntesis del ácido fenilacético, dos sintones son identificados: un grupo "-COOH" nucleófilo y un grupo "PhCH2+" electrófilo. Está claro que los dos sintones no existen en sí; son los equivalentes sintéticos de los sintones que reaccionan para producir la molécula objetivo. En este caso, el anión cianuro es el equivalente sintético de -COOH, mientras que el bromuro de bencilo es el equivalente sintético del sintón bencilo.
La síntesis de ácido fenilacético establecida a través del análisis retrosintético es la siguiente:
PhCH2Br + NaCN → PhCH2CN + NaBr
PhCH2CN + 2 H2O → PhCH2COOH + NH3
- Sintones de tipo C2 - acetileno, acetaldehído
- sintón -C2H4OH  - óxido de etileno
- sintones tipo carbocatión - haluros de alquilo
- sintones tipo carbanión - Reactivos de Grignard, organolitios, acetiluros sustituidos

## Uso alternativo en síntesis de organonucleótidos
Este término es igualmente utilizado en el campo de la síntesis genética- Por ejemplo "oligonucleótidos sintéticos base 40 son construidos por medio de sintones de un tamaño entre 500 y 800 bp.